# Lacanobia
Lacanobia is een geslacht van nachtvlinders uit de familie Noctuidae.

## Soorten
- Lacanobia aliena (Hübner, [1809])
- Lacanobia altyntaghi Gyulai & Ronkay, 1998
- Lacanobia atlantica (Grote, 1874)
- Lacanobia behouneki Hreblay & Plante, 1996
- Lacanobia blenna (Hübner, [1824])
- Lacanobia contigua (Denis & Schiffermüller, 1775)
- Lacanobia contrastata (Bryk, 1942)
- Lacanobia dentata (Kononenko, 1981)
- Lacanobia kirghisa Gyulai & Ronkay, 1998
- Lacanobia mista (Staudinger, 1889)
- Lacanobia mongolica Behounek, 1992
- Lacanobia nevadae (Grote, 1876)
- Lacanobia oleracea (Linnaeus, 1758)
- Lacanobia praedita (Hübner, [1813])
- Lacanobia radix (Walker, [1857])
- Lacanobia softa (Staudinger, 1897)
- Lacanobia splendens (Hübner, [1808])
- Lacanobia suasa (Denis & Schiffermüller, 1775)
- Lacanobia subjuncta (Grote & Robinson, 1868)
- Lacanobia thalassina (Hufnagel, 1766)
- Lacanobia w-latinoides Gyulai & Ronkay, 1998
- Lacanobia w-latinum (Hufnagel, 1766)

### Foto's

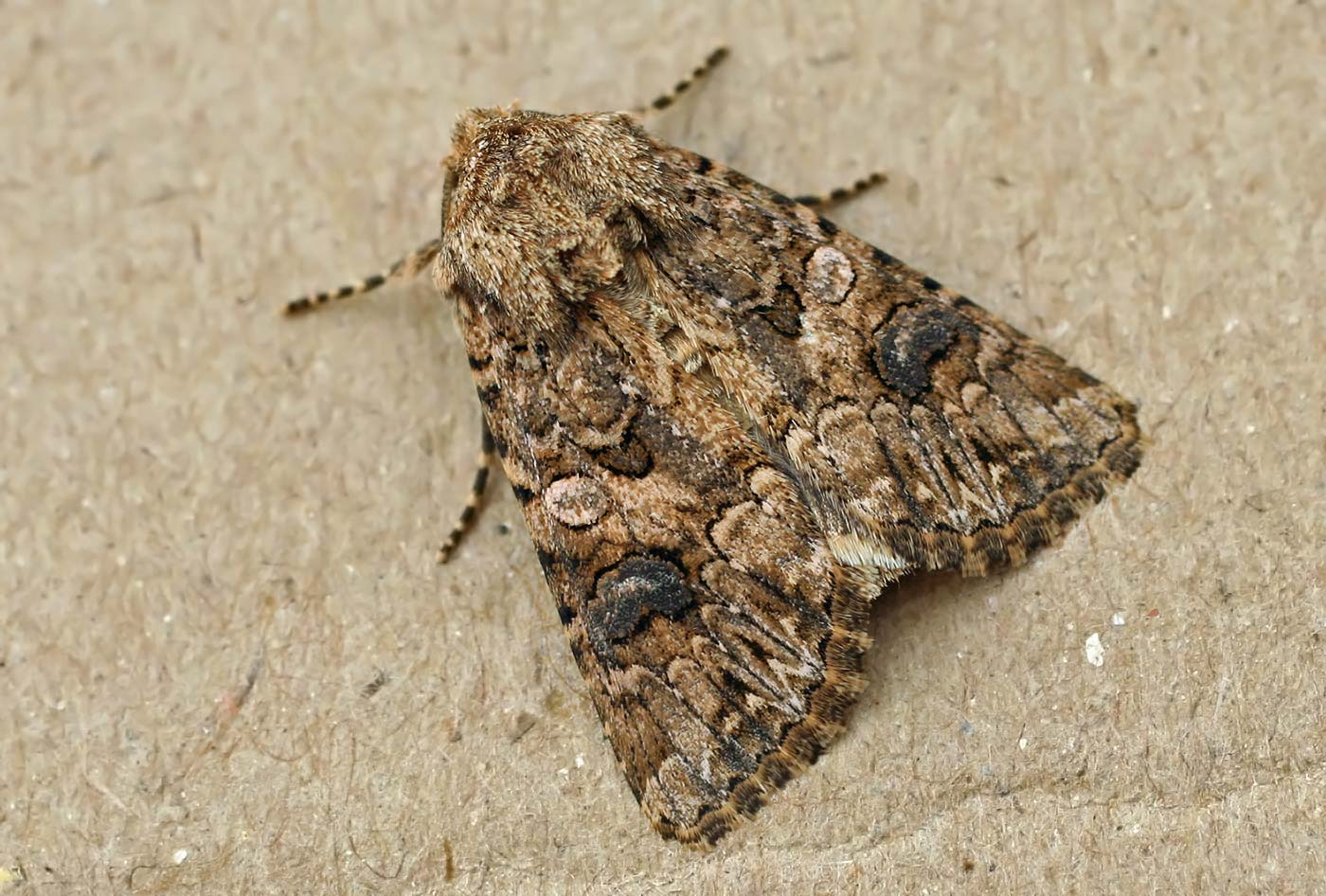
Lacanobia contigua Geoogde w-uil
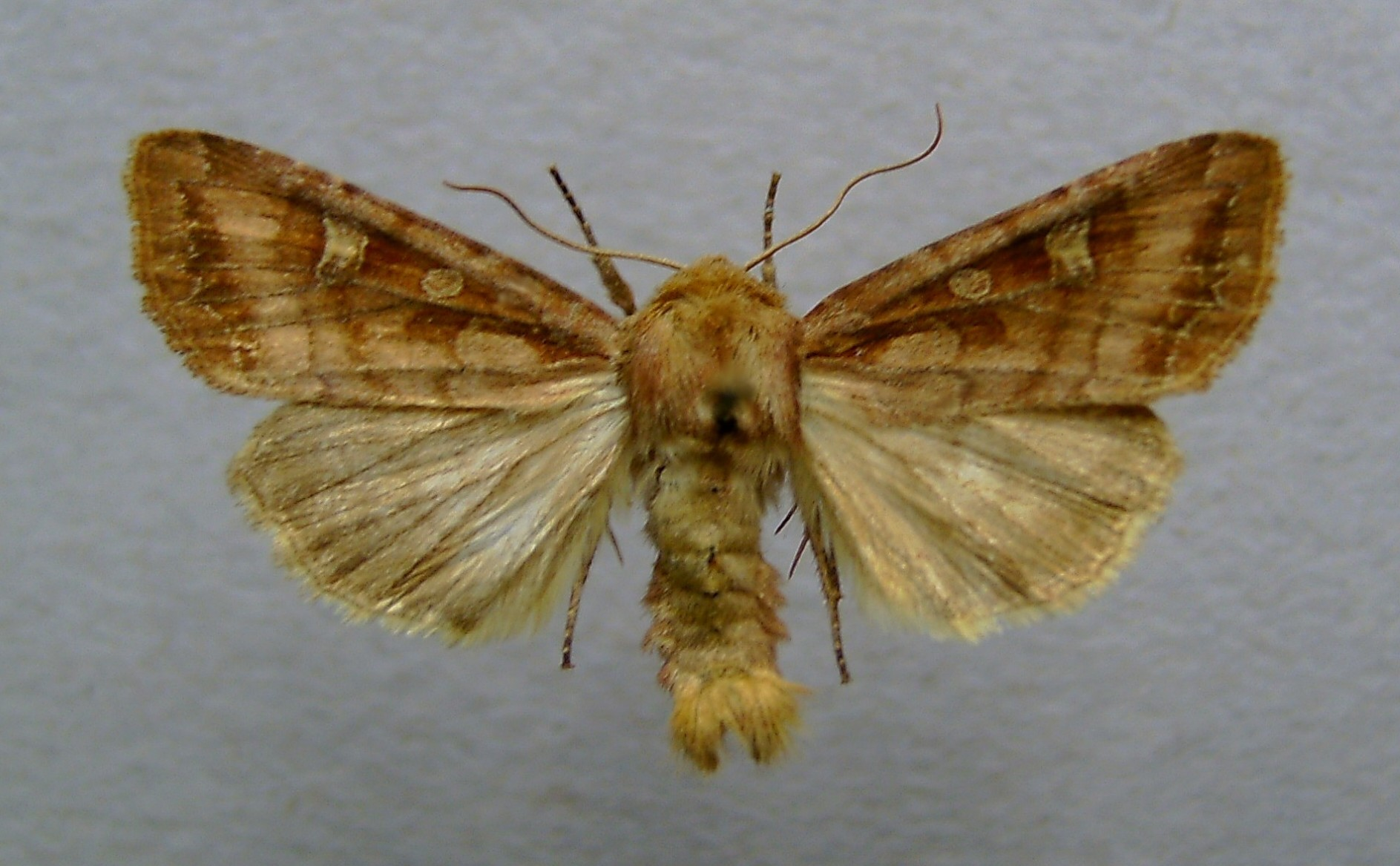
Lacanobia splendens Moeras-w-uil
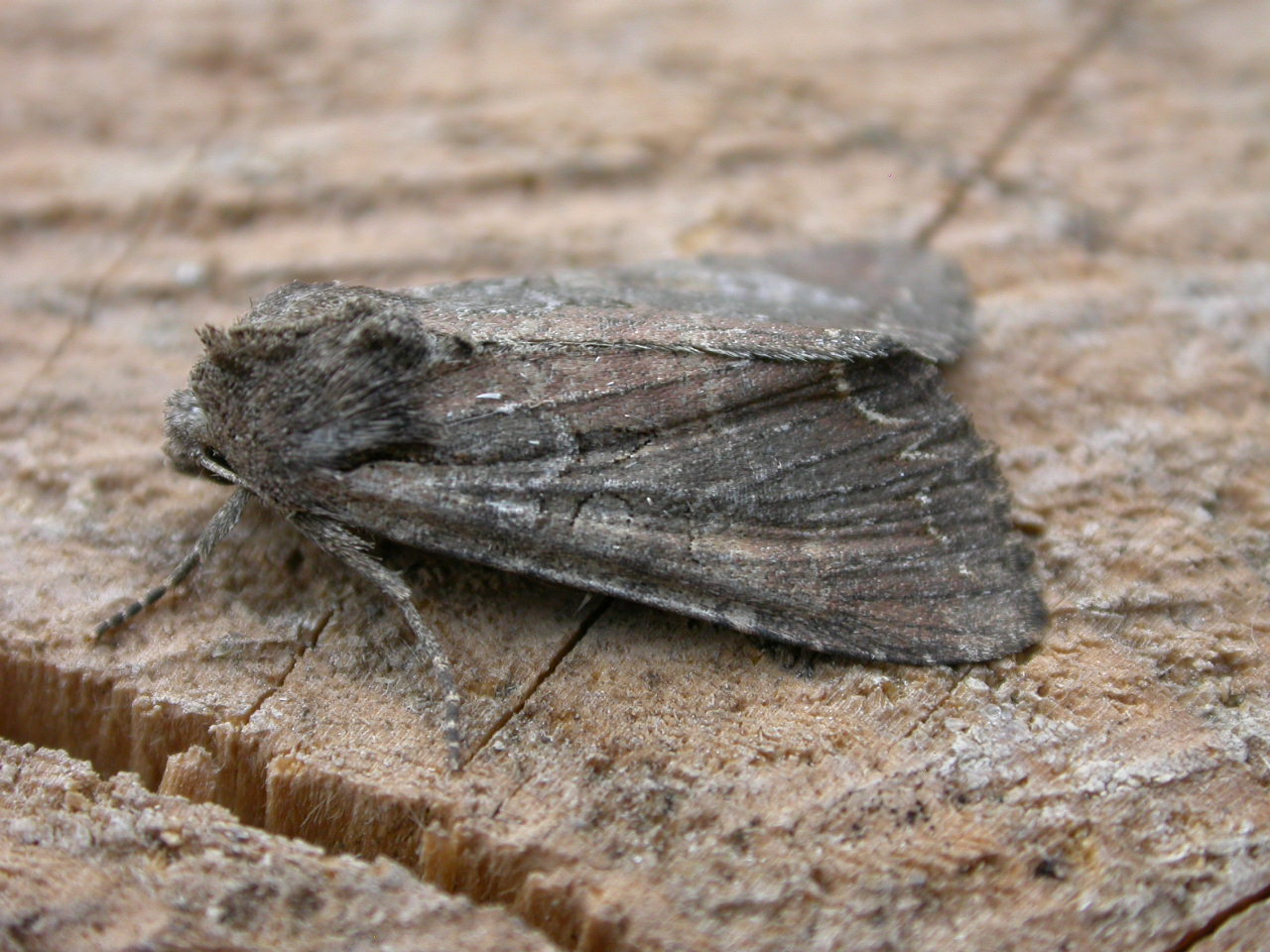
Lacanobia suasa Variabele w-uil
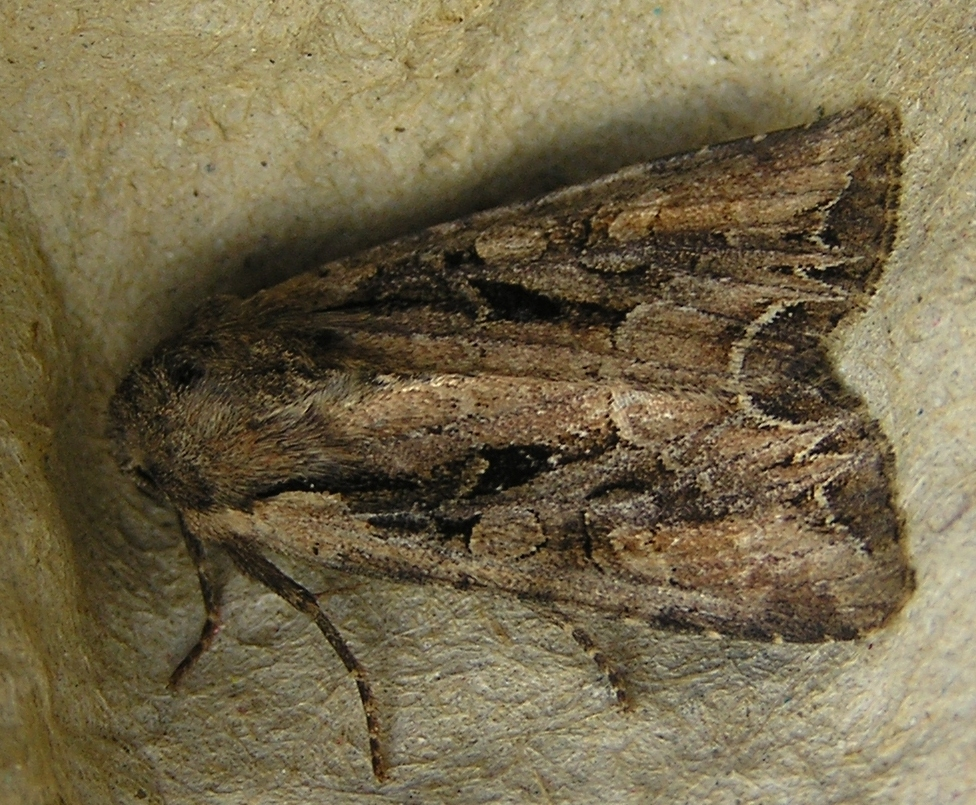
Lacanobia thalassina W-uil
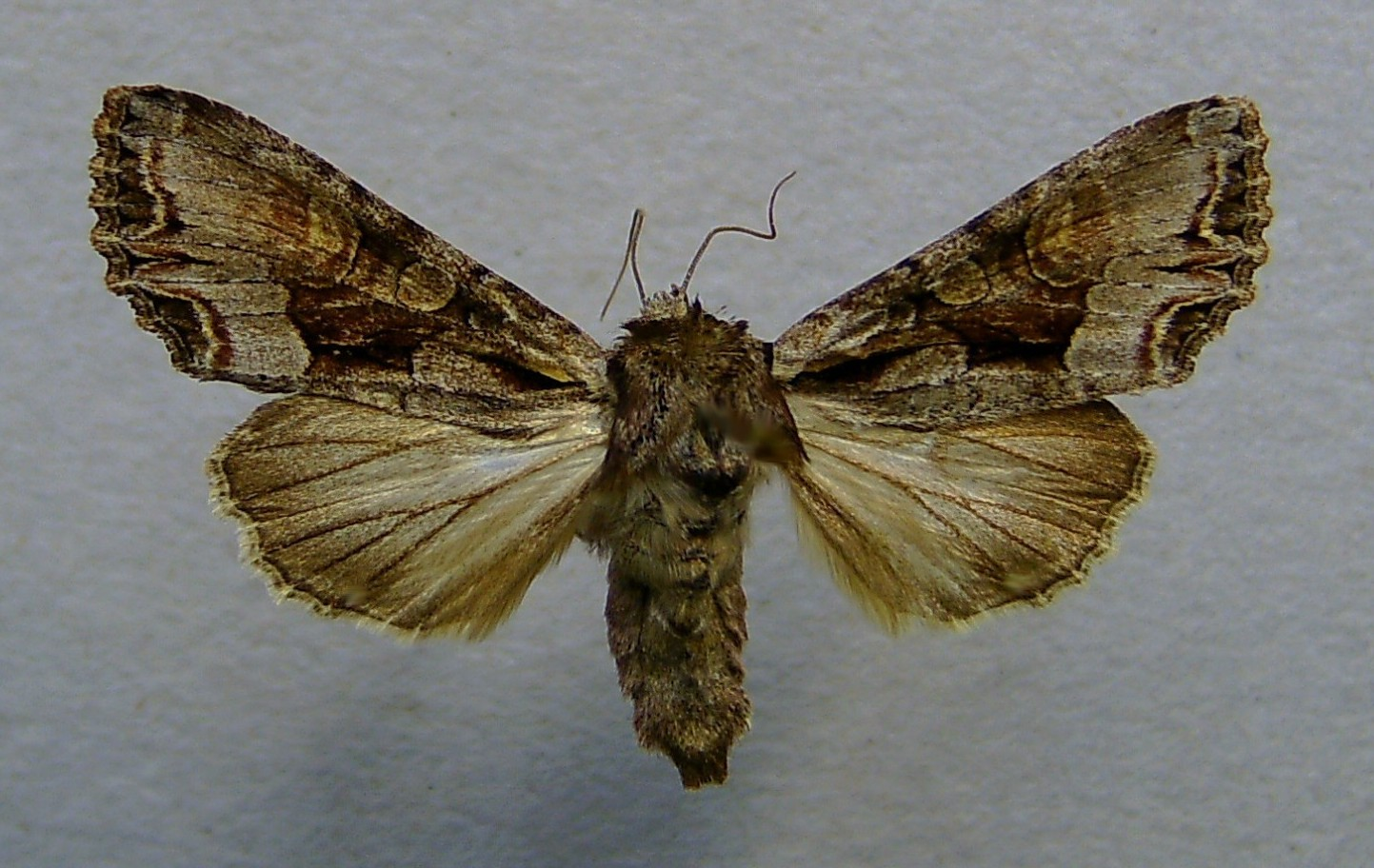
Lacanobia w-latinum Brede-w-uil